# AG-ONE
株式会社AG-ONE（エイジーワン、英: AG-ONE,Ltd.）は、かつて存在したアニメ・ゲーム・声優分野におけるWEBコンテンツ配信やラジオ番組制作、養成学校及び芸能事務所の運営などを行っていた日本の企業。株式会社ドワンゴと株式会社文化放送の合弁会社であった。「アニメ・ゲームのオールインワンカンパニー」を自称していた。

## 概要
2006年7月7日に文化放送とドワンゴの合弁事業としてピクチャーマジック（後に子会社化→解散して消滅）の協力を受け設立（文化放送分は子会社のセントラルミュージックからの出資も含む）。その後、角川グループのメディアワークス（後のアスキー・メディアワークス→KADOKAWA アスキー・メディアワークスBC）及びグッドスマイルカンパニーも第三者割当増資で出資していた。
携帯・PCサイト『超!アニメロ』をドワンゴと共に運営していた。また、セントラルミュージックより番組制作事業の一部の移管を受け文化放送A&Gゾーンの一部番組を中心とした所謂アニラジ等のラジオ番組制作を行っていた。
社長は、設立当初はセントラルミュージック出身の大口豊が務めていたが、後に退陣（資本関係の無い新会社を設立して独立）し、二代目社長として、ピクチャーマジックの社長である中西孝が兼任していた。
2008年にピクチャーマジックを100％子会社化し、ピクチャーマジックが保有していたAG-ONEの株式が中西個人へ移った。
2010年4月、ドワンゴの完全子会社であったドワンゴプランニングアンドディベロップメントを吸収合併し、声優・歌手系の芸能事務所「ドワンゴアーティストプロダクション」及び養成学校「ドワンゴクリエイティブスクール」の運営及びAnimelo Summer Liveの開催企画を継承した。
増資・合併により、最終的な資本金は設立当初と比べ5倍近くなり、事業も大幅に拡大した。
2010年4月22日に5pb.に資本参加、傘下に加える。2011年4月21日に同日付官報公告でAG-ONEを存続会社として5pb.を吸収合併すると発表。株主総会での承認を経て同年6月1日付で合併、MAGES.（メージス）が発足、5pb.社長だった志倉千代丸が代表取締役社長に、当社社長だった中西は代表取締役副社長に就任した。合併後は双方のブランドや事業が維持される。
設立からしばらくの間、文化放送本社ビル（文化放送メディアプラス）近隣（浜松町）のビルに本社を構えていたが、2010年7月頃にドワンゴクリエイティブスクール・ドワンゴアーティストプロダクションの事務所と同じビル（三崎町）の別フロアへ移転した（MAGES.設立後も、2ヶ月程度の間、登記上の存続会社として本店所在地となっていた）。

### 設立の経緯
文化放送は、A&Gゾーン番組の発展により、アニメ関連のコンテンツ力ならびにアニメ関連の人脈に強くなった。
そこでそれを生かし、2006年春に古舘プロジェクトと共同でラジオパーソナリティ・ラジオディレクター・構成作家・声優などを育成するA&Gアカデミーを開講するなど、その分野でのさらなる発展を模索していた。
そんな時に、携帯電話で多彩なコンテンツを配信しているドワンゴとは、A&Gゾーン番組とドワンゴの携帯サイトアニメロミックスを融合させたり、Animelo Summer Liveを共同で開催するなど関係が強まっていた（他にも文化放送単独主催の多数のライブにドワンゴは協賛し、ライブタイトルを「アニメロミックス presents （メインタイトル）」あるいは「（メインタイトル） supported by アニメロミックス」としており、アニメロミックスサイト上でライブ連動企画を行ったりしている）。ドワンゴとは、これからさらに協力することにより、さらなる発展が見込めると合意し、合弁会社の設置に至った。
さらに文化放送グループの音響制作のノウハウを融合させることで最大利用を図る。
設立賛同企業
設立発表時に、以下の企業等が、賛同企業として名前が挙げられていた。
- エイベックス ネットワーク
- エボリューション
- キングレコード スターチャイルドレコード
- ジェネオン エンタテインメント
- マーベラスエンターテイメント
- ランティス
- リアライズレコード

## 事業所
三崎町オフィス
- 東京都千代田区三崎町2丁目2番2号 加藤ビル6F（受付）

同ビルにドワンゴクリエイティブスクール・ドワンゴアーティストプロダクションも所在（受付は2F）
以前の事業所
- 浜松町オフィス：東京都港区浜松町1丁目27番8号 森ビル5F

旧本社。ピクチャーマジック浜松町オフィスも併設されていた。

## 役員
代表取締役社長
- 中西孝

子会社であるピクチャーマジックの代表取締役社長。5pb.取締役も兼任。合併前のドワンゴ プランニング アンド ディベロップメント代表取締役社長も兼任していた。
代表取締役
- 志倉千代丸

関連会社である5pb.の代表取締役社長。合併新会社の社長となることになり、存続会社である当社の代表取締役にあらかじめ就任。
取締役
- 太田豊紀

合弁元の片割れであるドワンゴの取締役副社長。5pb.取締役副社長も兼任。
- 中辻幸人

株主であるアスキー・メディアワークス在籍。
- 小餅憲一

合弁元の片割れである文化放送の常務取締役。セントラルミュージック代表取締役会長（現在は不明）。文化放送メディアブリッジ代表取締役、5pb.監査役も兼任。
- 加藤雅彦

詳細不明。文化放送かその子会社文化放送開発センターに在籍している模様。
- 鈴木則道

株主であるアスキー・メディアワークスの常務取締役。
- 安藝貴範

株主であるグッドスマイルカンパニーの代表。
監査役
- 松本康一郎

ドワンゴの取締役。

### 以前の取締役
- 宮野好章

文化放送在籍（具体的ポスト不明、同社通販サイト超!A&Gショップの運営統括責任者などを務める。以前所在した部署A&G事業部の部長であった）。片寄に変わって就任。
- 上村貴夫

不明（AG-ONE運営のニコニコ直販のサポート委託先である。グッドスマイルカンパニーとの取引相手であるホビーストックの代表取締役である。）
- 瀬田蔵人

ドワンゴより出向。Animelo Summer Liveの総合プロデューサーであった。
- 大口豊（初代代表取締役社長）

セントラルミュージック出身。
- 片寄好之

文化放送編成局長。同A&Gゾーンの成長を支えたプロデューサー。

## 沿革
2006年
- 7月7日 - 株式会社ドワンゴ（40％）・株式会社文化放送（30％）・株式会社セントラルミュージック（10％、文化放送グループ合計40％）・株式会社ピクチャーマジック（20％）の出資金60,000千円にて「株式会社AG-ONE」を設立
- 8月 - 「超!アニメロ」モバイル音楽配信開始
- 9月 - 株式会社メディアワークス（後の株式会社アスキー・メディアワークス、現株式会社KADOKAWA）に対する第三者割当により資本金70,000千円に増資

2007年
- 7月 - 大口豊が代表取締役を辞任、株式会社ピクチャーマジックの中西孝が新代表取締役に就任

2008年
- 10月 - 有限会社グッドスマイルカンパニーに対する第三者割当により資本金95,000千円に増資

株式会社ピクチャーマジックを買収し、完全子会社化
2010年
- 4月1日 - 株式会社ドワンゴ プランニング アンド ディベロップメントを吸収合併

合併及び文化放送に対する第三者割当により資本金295百万円に増資
- 4月22日 - 株式会社5pb.の一部株式の譲渡を受け入れ、資本提携を締結、5pb.をグループ企業にする
- 6月 - 本社をドワンゴクリエイティブスクール・ドワンゴアーティストプロダクションの事務所と同じビル内

（三崎町）に移転
2011年
- 6月1日 - 株式会社5pb.と合併し、商号を「株式会社MAGES.」に変更。

### ドワンゴ プランニング アンド ディベロップメントの沿革
2006年
- 12月25日 - 株式会社ドワンゴの100％出資金200百万円にて「株式会社ドワンゴ プランニング アンド ディベロップメント」を設立

2007年
- 4月 - 「ドワンゴクリエイティブスクール」を開校
- 11月 - 「ドワンゴアーティストプロダクション」を開業

2010年
- 1月1日 - 前日をもって、代表取締役の永井貴尋が株式会社ドワンゴ プランニング アンド ディベロップメント及び株式会社ドワンゴの役員を辞任、株式会社AG-ONE・株式会社ピクチャーマジックの中西孝が新代表取締役に就任
- 4月1日 - 株式会社AG-ONEに吸収合併され、消滅

## 主要事業

### イベント事業
- Animelo Summer Live

2010年よりドワンゴに変わってドワンゴプランニングアンドディベロップメントが文化放送との共催相手となる予定となっており、AG-ONEが引継ぎ、文化放送との共催相手として企画を進めている。また、合併に伴い、ドワンゴ出身の総合プロデューサー瀬田蔵人は、AG-ONEに出向（取締役でもある）して、企画を引き続き進めた（2010年9月退任）。

### ラジオ制作・代理店事業
2010年3月現在（AG-ONE公式サイト内より、一部はピクチャーマジックに委託）。
- 文化放送（AM）番組
  - マクロスF ○♪△
  - 田村ゆかりのいたずら黒うさぎ
  - RADIOアニメロミックス
  - 神谷浩史・小野大輔のDearGirl〜Stories〜 
  - May'nのらじ☆たま
  - 堀江由衣の天使のたまご
  - テニスの王子様オン・ザ・レイディオ
  - ラジオ トータル・イクリプス
- 超!A&G+（デジタルラジオ）番組
  - 丹下桜のRADIO・A・La・Mode
- webラジオ・携帯コンテンツ
  - ラジオのタイトルは色々考えたけど、結局当日まで決まらなくて ギリギリアウトな感じで放送スタートしたラジオ 略して〜
  - マクロスF〜ウラ・URAデカルチャー〜
  - JTTB 嫦娥町観光協会放送

### ライセンス事業
- SEED PROJECT（傘下の5pb.との提携の柱となり、同社社長でプロデューサーの志倉千代丸も参画予定）
  - ブラック★ロックシューター

### 映像・音楽事業
- 映像事業
  - アニメーション制作

子会社であるピクチャーマジックが担っている
  - 商品化窓口／商品企画・制作
    - アニメ B型H系（製作委員会にも参画、ピクチャーマジックも一部制作協力）

  - 楽曲制作受託
    - アニメ B型H系 劇伴
- 音楽事業
  - Peertoneレーベル
    - Prism（鏡音リン・レン feat. 下田麻美）
    - Musees de Sakura（丹下桜）
    - 限界Revolution（J-MEN）

  - LinkStageレーベル
    - 悪ノ娘〜凄艶のジェミニ〜 ボーカル＆サウンドトラック
    - Gift（野島健児）
    - 舞台 悪ノ娘〜凄艶のジェミニ〜

### ホビー／マーチャンダイジング事業
- ニコニコ直販（カスタマーサポートはホビーストックに委託）

## 関連企業
- 株式会社ピクチャーマジック

アニメーション制作等。元々はAG-ONEの設立に当たり、ドワンゴと文化放送に協力して名を連ねた立場。2008年に完全子会社化。ただし、利益や重要度からドワンゴによる持分法の適用は除外となっている
- 株式会社5pb.

ゲーム企画制作・アニメゲーム関連音楽制作等。2010年に資本提携しグループ入り。具体的な出資比率が公表されてはいないが、「一部株式を譲渡」とは公表されていることと、ドワンゴから持分法の適用をされていることから、完全子会社ではないもののそれなりの株式は取得したことになる）。